# Catoptria
Catoptria is een geslacht van vlinders uit de familie van de grasmotten (Crambidae) en de onderfamilie Crambinae.

## Soorten
- C. acutangulellus (Herrich-Schäffer, 1847)
- C. aetnella Zerny, 1943
- C. algeriensis Müller-Rutz, 1931
- C. amathusia Bleszynski, 1965
- C. aurora Bleszynski, 1965
- C. bartellus Barnes & McDunnough, 1918
- C. biformellus (Drenowski, 1925)
- C. bolivari (Agenjo, 1947)
- C. brachyrabda Hampson, 1906
- C. cabardinica Bolov, 1999
- C. captiva Bassi, 1999
- C. casalei Bassi, 1999
- C. casperella Ganev, 1983
- C. caucasica (Alpheraky, 1877)
- C. caucasious Alphéraky, 1877
- C. ciliciellus Rebel, 1893
- C. colchicellus Lederer, 1870
- C. combinella (Denis & Schiffermüller, 1775)
- C. conchella (Denis & Schiffermüller, 1775)
- C. confusellus (Staudinger, 1882)
- C. corsicellus (Duponchel, 1836)
- C. daghestanica Bleszynski, 1965
- C. digitellus (Herrich-Schäffer, 1849)
- C. dimorphellus (Staudinger, 1882)
- C. domaviellus (Rebel, 1904)
- C. europaeica Błeszyński, 1965
- C. falsella Denis & Schiffermüller, 1775 - drietandvlakjesmot
- C. fenestratellus Caradja, 1928
- C. fibigeri Ganev, 1987
- C. fulgidella (Hübner, 1813)
- C. furcatellus (Zetterstedt, 1839)
- C. furciferalis Hampson, 1900
- C. gozmanyi Błeszyński, 1956
- C. hannemanni Alberti, 1967
- C. harutai Okano, 1958
- C. hilarellus Caradja, 1925
- C. hokusaii Bleszynski, 1965
- C. incertellus (Herrich-Schäffer, 1852)
- C. inouella Bleszynski, 1965
- C. kasyi Błeszyński, 1960
- C. laevigatellus (Lederer, 1870)
- C. languidellus (Zeller, 1863)
- C. latiradiellus Walker, 1863
- C. luctiferella (Hübner, 1813)
- C. lythargyrella Hübner, 1796 - satijnvlakjesmot
- C. maculalis (Zetterstedt, 1839)
- C. majorellus Drenowski, 1925
- C. margaritaceus Fabricius, 1798
- C. margaritella Denis & Schiffermüller, 1775 - gelijnde vlakjesmot
- C. margaritellus Hübner?, 1775
- C. mediofasciellus Zerny, 1914
- C. meinshani Bleszynski, 1965

- C. montivagus Inoue, 1955
- C. mullertrutzi Wehrli, 1924
- C. munroeella Bleszynski, 1965
- C. myella (Hübner, 1796)
- C. mytilella (Hübner, 1805)
- C. nana Okano, 1959
- C. olympica Ganev, 1983
- C. oregonicus (Grote, 1880)
- C. orientellus (Herrich-Schäffer, 1850)
- C. orobiella Huemer & Tarmann, 1994
- C. osthelderi De Lattin, 1950 - smalle vlakjesmot
- C. pandora Bleszynski, 1965
- C. parenzani Hartig, 1972
- C. pauperellus (Treitschke, 1832)
- C. permiacus (W. Petersen, 1924)
- C. permiscus Petersen, 1924
- C. permutatellus (Herrich-Schäffer, 1848) - brede vlakjesmot
- C. persephone Bleszynski, 1965
- C. petrificella (Hübner, 1796)
- C. pfeifferi Osthelder, 1938
- C. pinella Linnaeus, 1758 - egale vlakjesmot
- C. profluxellus Christoph, 1887
- C. pyramidellus (Treitschke, 1832)
- C. radiella (Hübner, 1813)
- C. satakei Okano, 1962
- C. siliciellus (Rebel, 1893)
- C. spatulelloides Bleszynski, 1965
- C. spatulellus (Turati, 1919)
- C. speculalis Hübner, 1825
- C. spodiellus Rebel, 1916
- C. staudingeri (Zeller, 1863)
- C. submontivaga Bleszynski, 1965
- C. thibetica Bleszynski, 1965
- C. trichostomus Christoph, 1858
- C. tristis Kirpichnikova, 1994
- C. verellus (Zincken, 1817) - zwartbruine vlakjesmot
- C. viridiana Bleszynski, 1965
- C. witmiella Bleszynski, 1965
- C. wolfi Ganev & Hacker, 1984
- C. xerxes Sauber, 1904
- C. zermattensis (Frey, 1870)